# Championnat du Guatemala de football 1950-1951
Navigation
Saison précédente Saison suivante
La Liga Nacional 1950-1951 est la cinquième édition de la première division guatémaltèque.
Lors de ce tournoi, le CSD Municipal a conservé son titre de champion du Guatemala face aux sept meilleurs clubs guatémaltèques.
Chacun des huit clubs participant était confronté deux fois aux sept autres équipes.

## Les 8 clubs participants
| \| Guatemala: Aurora FC CSD Comunicaciones Guatemala FC CSD Hércules IRCA CSD Municipal Tipografía Nacional Guatemala Deportivo Utatlán \| Localisation des clubs engagés dans le championnat. |
| Guatemala: Aurora FC CSD Comunicaciones Guatemala FC CSD Hércules IRCA CSD Municipal Tipografía Nacional Guatemala Deportivo Utatlán                                                           |

Ce tableau présente les huit équipes qualifiées pour disputer le championnat 1950-1951. On y trouve le nom des clubs, le nom des stades dans lesquels ils évoluent ainsi que la capacité et la localisation de ces derniers.
| Club                | Stade               | Capacité          | Ville                 |
| Aurora FC           | Stade de l'Ejército | 13 300            | Guatemala City        |
| CSD Comunicaciones  | Stade Mateo Flores  | 30 000            | Guatemala City        |
| Guatemala FC        | Stade inconnu       | Capacité inconnue | Guatemala City        |
| CSD Hércules        | Stade inconnu       | Capacité inconnue | Guatemala City        |
| IRCA                | Stade inconnu       | Capacité inconnue | Guatemala City        |
| CSD Municipal       | Stade Mateo Flores  | 30 000            | Guatemala City        |
| Tipografía Nacional | Stade La Pedrera    | Capacité inconnue | Guatemala City        |
| Deportivo Utatlán   | Stade inconnu       | Capacité inconnue | Santa Cruz del Quiché |

## Compétition
Les huit équipes affrontent à deux reprises les sept autres équipes selon un calendrier tiré aléatoirement.
Le classement est établi sur l'ancien barème de points (victoire à 2 points, match nul à 1, défaite à 0).
Le départage final se fait selon les critères suivants :
- Le nombre de points.
- La différence de buts générale.
- Le nombre de buts marqué.

### Classement
| Rang | Équipe              | Pts | J  | G  | N | P  | Bp | Bc | Diff |
| ---- | ------------------- | --- | -- | -- | - | -- | -- | -- | ---- |
| 1    | CSD Municipal T     | 21  | 14 | 10 | 1 | 3  | 45 | 22 | +23  |
| 2    | CSD Comunicaciones  | 20  | 14 | 10 | 0 | 4  | 46 | 30 | +16  |
| 3    | IRCA                | 17  | 14 | 8  | 1 | 5  | 34 | 26 | +8   |
| 4    | Tipografía Nacional | 16  | 14 | 8  | 0 | 6  | 44 | 26 | +18  |
| 5    | CSD Hércules        | 15  | 14 | 7  | 1 | 6  | 36 | 41 | -5   |
| 6    | Deportivo Utatlán   | 12  | 14 | 5  | 2 | 7  | 22 | 42 | -20  |
| 7    | Aurora FC           | 6   | 14 | 2  | 2 | 10 | 20 | 37 | -17  |
| 8    | Guatemala FC        | 5   | 14 | 2  | 1 | 11 | 24 | 47 | -23  |

| Légende : Qualifications et relégations | Légende : Qualifications et relégations  |
| --------------------------------------- | ---------------------------------------- |
|                                         | Relégué en Primera División de Guatemala |
|                                         | T Tenant du titre                        |

## Bilan du tournoi
| Championnat du Guatemala de football 1950-1951 |                    |
| Champion                                       | CSD Municipal      |
| Dauphin                                        | CSD Comunicaciones |
| Promotions et relégations                      |                    |
| Promus en Liga Nacional de Guatemala           | Universidad SC     |
| Relégués en Primera División de Guatemala      | Guatemala FC       |